# Chip Giller
Pour les articles homonymes, voir Giller.
Chip Giller est un journaliste et écologiste américain. En 1999, il fonde le magazine en ligne Grist. Il est récipiendaire du Heinz Awards.